# Perth Thunder
Perth Thunder ist ein semi-professioneller australischer Eishockeyclub aus Perth, der 2010 gegründet wurde und ab der Saison 2012 in der Australian Ice Hockey League spielt.

## Geschichte
Die Mannschaft wurde 2010 gegründet mit dem Ziel an der Australian Ice Hockey League teilzunehmen. Im Jahr 2011 bestritt die Mannschaft mehrere Testspiele gegen aktuelle AIHL-Mannschaften. Am 16. Oktober 2011 wurde die Mannschaft von der AIHL offiziell aufgenommen und nimmt zur Saison 2012 den Spielbetrieb in der Liga auf. Ihr erstes Ligaspiel bestritten die Thunder am 5. Mai 2012 zu Hause gegen die Canberra Knights.